# Горнеро рудий
Горнеро рудий або пічник рудий (Furnarius rufus) — вид горобцеподібних птахів родини горнерових (Furnariidae). Національний птах Аргентини.

## Поширення
Рудий горнеро досить поширений на території Південної Америки, в Болівії, Парагваї, Бразилії, Уругваї та Аргентині. Найчастіше намагається селитися неподалік від населених пунктів. Також, нерідко трапляється на вологих і частково відкритих просторах, які поросли травою, високими деревами або чагарниками.

## Зовнішній вигляд
Горнеро рудий — птах досить невеликих розмірів і досить непоказного кольору. Розміри його тіла коливаються від 18 до 20 см, а важить він при цьому 20-50 г. Статура у нього досить витончена: тулуб трохи довгастої форми, шия порівняно довга і витягнута, а голова невеликих розмірів. Дзьоб прямий, біля основи ширше, а на кінці сильно звужується і загострений. Крила середньої величини, їхній розмах становить 26-28 см. Хвіст теж середньої довжини (7-9 см), вузький, на кінці прямо обрізаний. Ноги досить довгі, тонкі, лапи чотирипалі: всі пальці практично рівномірної довжини, три пальці звернені вперед і один назад. На пальцях є довгі і гострі кігті. Оперення досить щільне і порівняно м'яке. Верхня частина птаха забарвлена в іржаво-бурий колір і помітний червонуватий відтінок. Голова і низ шиї забарвлені трохи тьмяніше. Зовнішня сторона крила бурого кольору, а внутрішня — світліша, бежева. Горло забарвлене практично в білий колір, а від очей йдуть горизонтальні жовтуваті смуги з іржавим відтінком. Нижня частина птаха оперена світло-коричневими або бежевими пір'ям. Дзьоб і ноги темного кольору. Забарвлення самки практично нічим не відрізняється від кольору оперення самця.

## Харчування
В основу раціону горнеро рудого входять різні комахи і їхні личинки, павуки та черв'яки. Оскільки це садовий птах, то практично всю свою здобич він знаходить на землі. При цьому пічник рудий під час годівлі намагається ховатися в траві або чагарниках. Таким чином, він намагається захистити себе від природних ворогів.

## Розмноження
Як і багато представників ряду Горобцеподібні, ці птахи моногамні і пару намагаються зберігати протягом тривалого часу. Період розмноження у них збігається з періодом дощів, саме в цей час вони починають шукати собі місце для гніздування. Гніздяться вони, як правило, на гілках дерев і в будівництві гнізда беруть участь обидва партнери. Як основний будівельний матеріал вони використовують глину, яка під час дощів сильно розмокає. Так само пічники руді використовують травинки, за допомогою яких гніздо стає міцнішим. Їх гніздо зовні нагадує звід, з боку якого є отвір для виходу. На будівництво такого гнізда часом може йти цілий місяць. Маса гнізда пічника рудого становить близько 3-5 кілограм. А під час будівництва самець здатний близько двох тисяч разів злітати за глиною. Після того, як гніздо відбудовано, самка зносить туди 3-5 яскраво білих яєць. Протягом трьох тижнів обидва партнери по черзі насиджують кладку. З першого дня батьки трепетно піклуються про своїх малюків і протягом трьох тижнів вигодовують їх. Через 18-20 днів молоді пічники пробують літати і залишають гніздо, але ще близько місяця залишаються і годуються на батьківської території. Статевозрілими стають в однорічному віці і тоді вже можуть самі розмножуватися.